# Altona-Raffinerie
Die Altona-Raffinerie (englisch: Altona Refinery) von ExxonMobil ist eine Raffinerie im Melbourner Stadtteil Altona North, Bundesstaat Victoria, Australien.

## Lage
Die Raffinerie steht im Melbourner Stadtteil Altona North.

## Geschichte
Im Oktober 1946 ist mit dem Bau der Raffinerie begonnen worden. 1949 konnte die Produktion gestartet werden. 1954 wurden die Produktionsanlagen erweitert, um Rohöle aus Neuguinea verarbeiten zu können. Abermals wurde die Raffinerie um 1970 erweitert, um Rohöle aus der Bass-Straße zu verarbeiten. 1997 wurde der Thermofor Catalytic Cracker durch einen Fluidised Catalytic Cracker ersetzt. 2005 wurde ein Benzolreduktionsanlage in Betrieb genommen, um den Benzolanteil im Ottokraftstoff zu senken.

## Technische Daten
Es stehen um die 100 Lagertanks auf dem Raffineriegelände, in welchen Rohöl und Fertigprodukte gelagert werden. Ein Teil der Produkte werden von der benachbarten Chemischen Industrie abgenommen.

### Verarbeitungsanlagen
- Atmosphärische Destillation
- Vakuum-Destillation
- FCC-Einheit
- Reformer
- Entschwefelungsanlagen
- Benzolreduktion